# Václav Havel (canoista)
Václav Havel (Praga, 5 ottobre 1920 – Praga, 14 dicembre 1979) è stato un canoista cecoslovacco.

## Palmarès

### Olimpiadi
- Argento a Londra 1948 nel C2 10000 metri.

### Mondiali - Velocità
- Bronzo a Copenaghen 1950 nel C2 1000 metri.

### Mondiali - Slalom
- Oro a Augusta 1957 nel C2 a squadre.
- Argento a Steyr 1951 nel C2 a squadre.
- Argento a Augusta 1957 nel C2.
- Argento a Ginevra 1959 nel C2.
- Argento a Ginevra 1959 nel C2 a squadre.
- Bronzo a Steyr 1951 nel C2.
- Bronzo a Merano 1953 nel C2 a squadre.